# Media Luna (Municipio)
Koordinaten: 20° 9′ N, 77° 26′ W
Media Luna (spanisch Halbmond) ist der Name einer Stadt und eines Gemeindebezirkes in Ost-Kuba in der Provinz Granma.
Der Gemeindebezirk umfasst eine Fläche von 373,4 km² mit 37.000 Einwohnern, davon 17.000 im Stadtgebiet. Er ist im Westen am Südende des Golfes von Guacanayabo und im Osten am Fuß der Sierra Maestra gelegen.
Media Luna ist der Geburtsort der kubanischen Revolutionärin und Geliebten Fidel Castros Celia Sánchez Manduley (1920–1980). Ihr Geburtshaus ist heute ein Museum. Ebenso ist es der Geburtsort des Comandante de la Revolución und Bolivienkämpfers Juan Vitalio Acuña Núñez (1925–1967).

## Persönlichkeiten
- Daima Beltrán (* 1972), Judoka